# Id Aixa
Id Aixa (pronunciado [id aj.ʃa], en árabe: إد عيسى‎, en lenguas bereberes: ⵉⴷ ⵄⵉⵙⴰ, en francés: Id Aïssa) es una localidad marroquí perteneciente al municipio de Zoco el Arbaa, en la región Guelmim-Río Noun. Desde 1934 hasta 1969 perteneció al territorio español de Ifni.